# 青森県立施設の一極集中問題

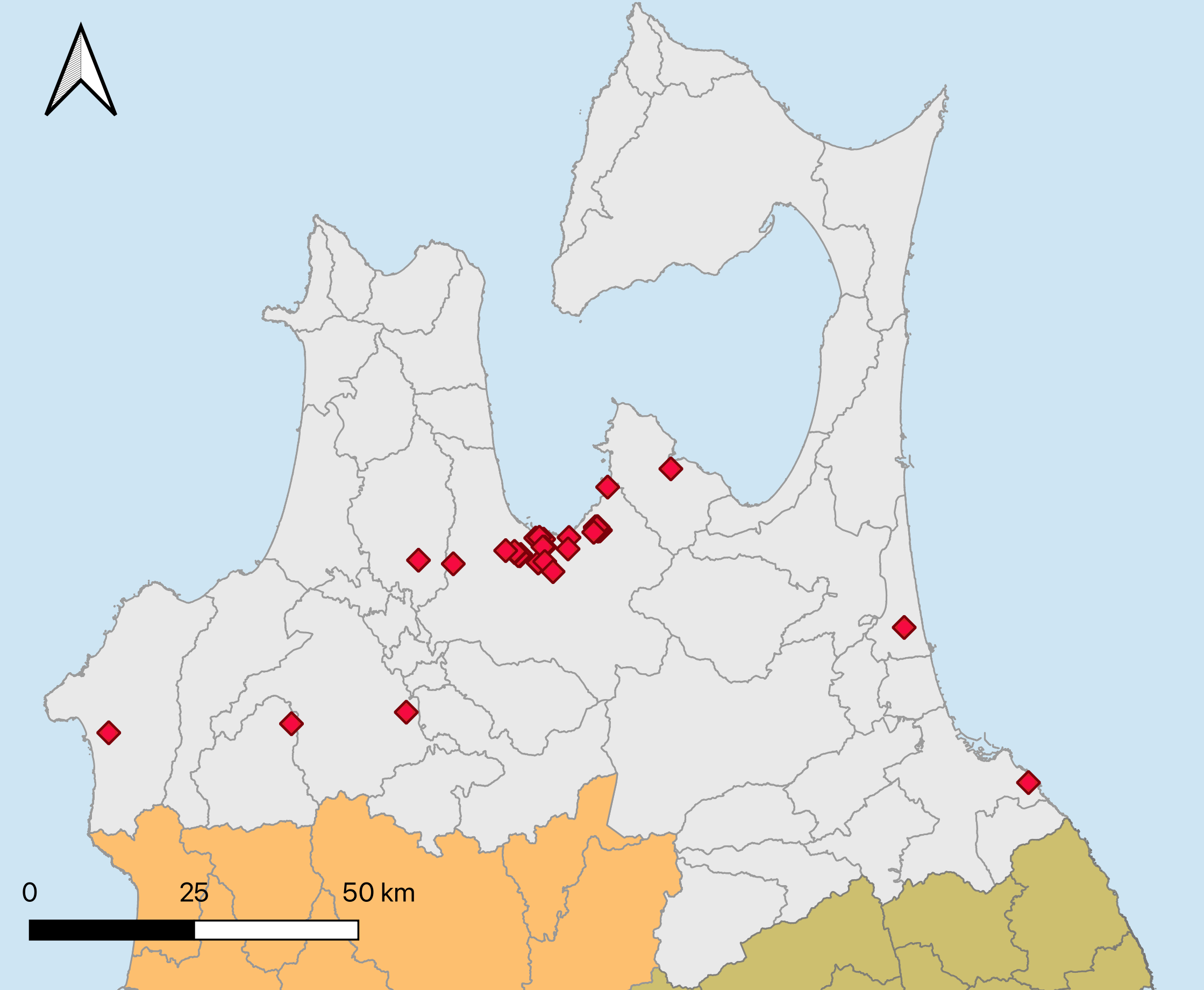
青森県立公共施設（文化,スポーツ,医療,福祉,社会教育施設等）の青森県内立地分布

青森県立施設の一極集中問題（あおもりけんりつしせつのいっきょくしゅうちゅうもんだい）とは、青森県が設置する県有施設のうち、文化、芸術、スポーツ、医療機関、福祉などの住民サービスを行う施設が青森市に集中している問題である。朝日新聞は「青森との格差、八戸市議会で質問 県立施設ゼロ、岩手県の編入問う議員も」と報じた。

## 概要
青森県は、県立または県営の文化、芸術、スポーツ、大学、病院、社会福祉に供する施設の大半が青森市内に設置されている。
青森県は歴史的に、弘前藩、八戸藩の中間地点である青森に県庁を置いたため、プライメイトシティが存在しない。県人口は主に青森市（26.5万人）、八戸市（21.6万人）、弘前市（16万人）に分散しているが、県立の施設は青森市に集中しているため、1986年の青森県議会では県立施設の弘前市や八戸市への分散立地の要望がされた。
1994年、民間シンクタンク青森地域社会研究所は、県立のサービス施設（医療、スポーツ、福祉、文化領域）については、青森市への集中が「他地域の住民は容易に利用することができない性質をもっている」と指摘し、青森市はこのような県立施設が既に9施設あるなかで、さらに2か所の大規模施設（県営サッカー場、県立ホール）の建設計画があり、「県内の不均衡さを助長する」とした上で、県及び県議会は単純な地域のエゴではなく住民サービス行政の政策方向を議論すべきであると述べている。

## ギャラリー

### 青森市の県立施設

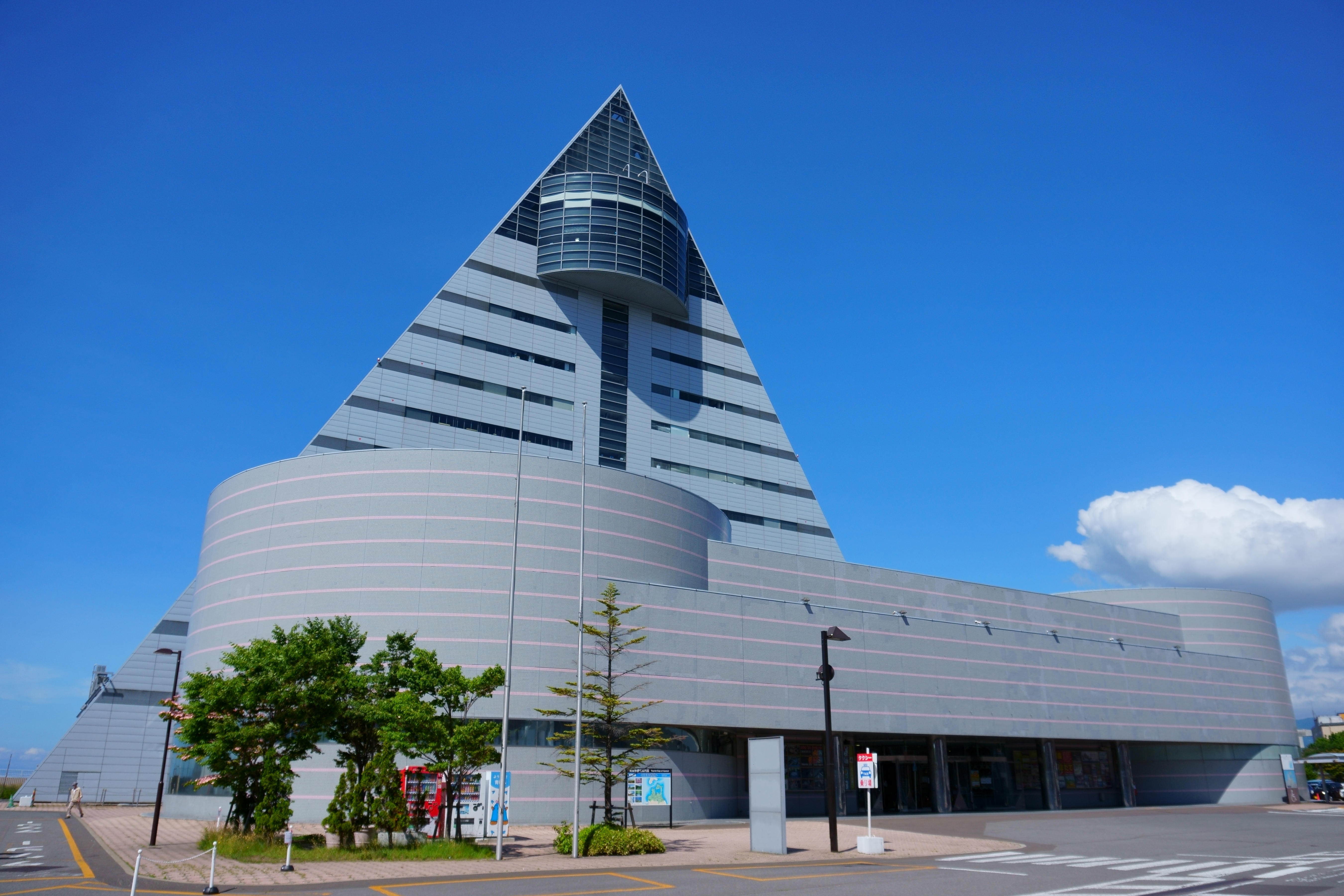
青森県観光物産館アスパム
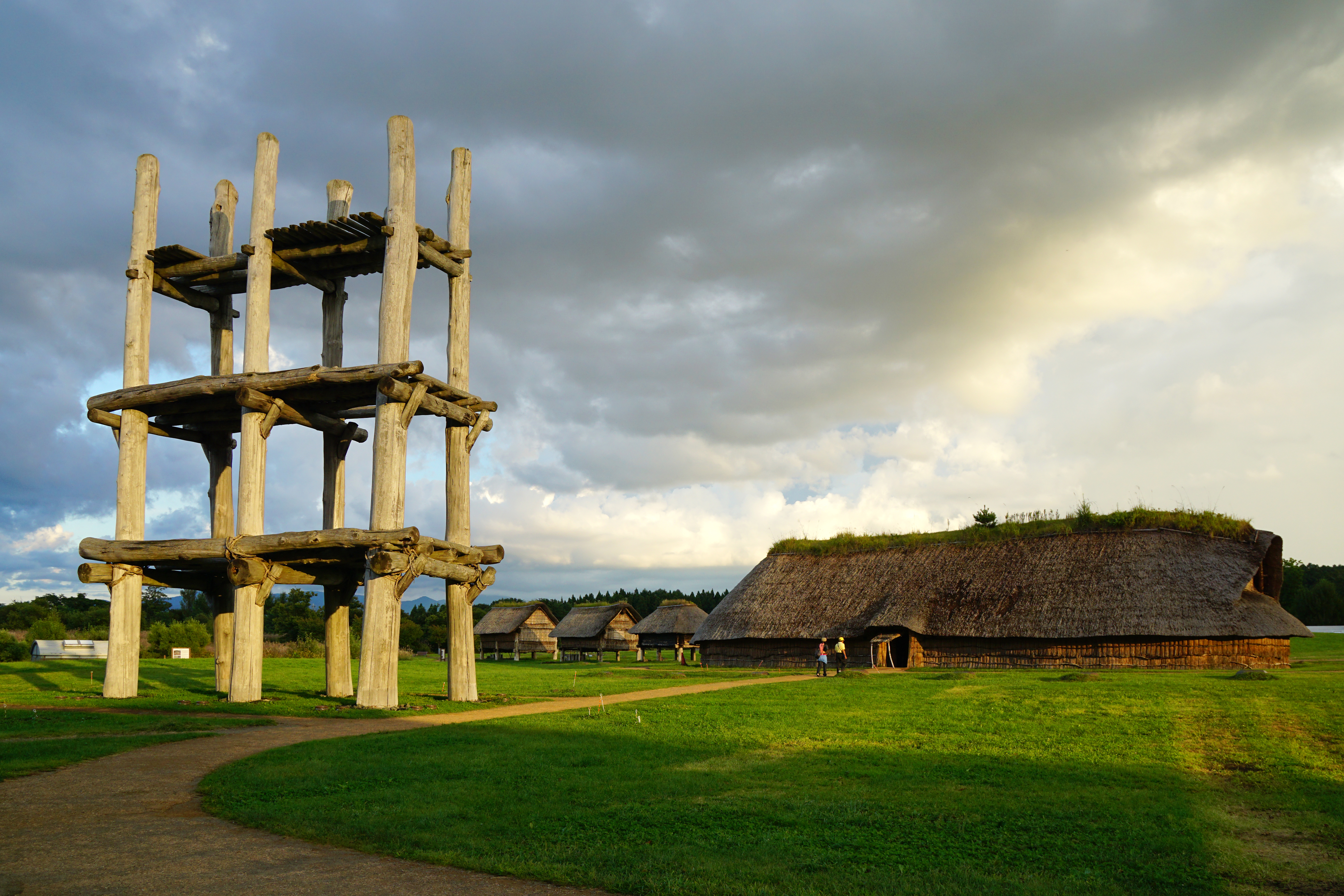
三内丸山遺跡
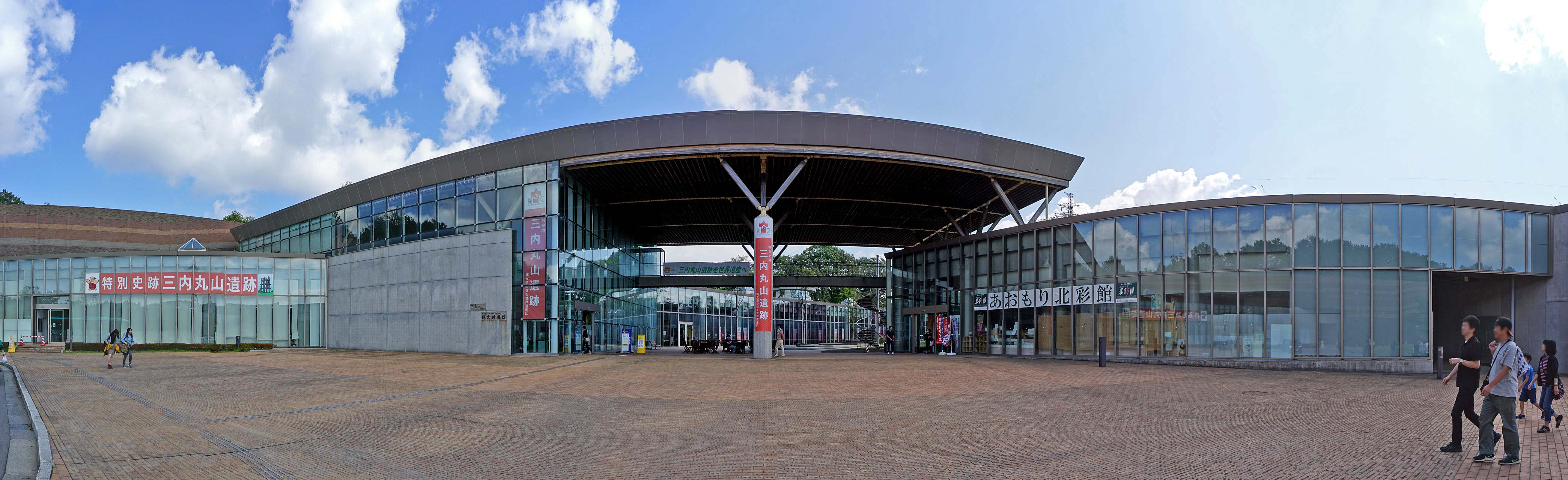
三内丸山遺跡縄文時遊館
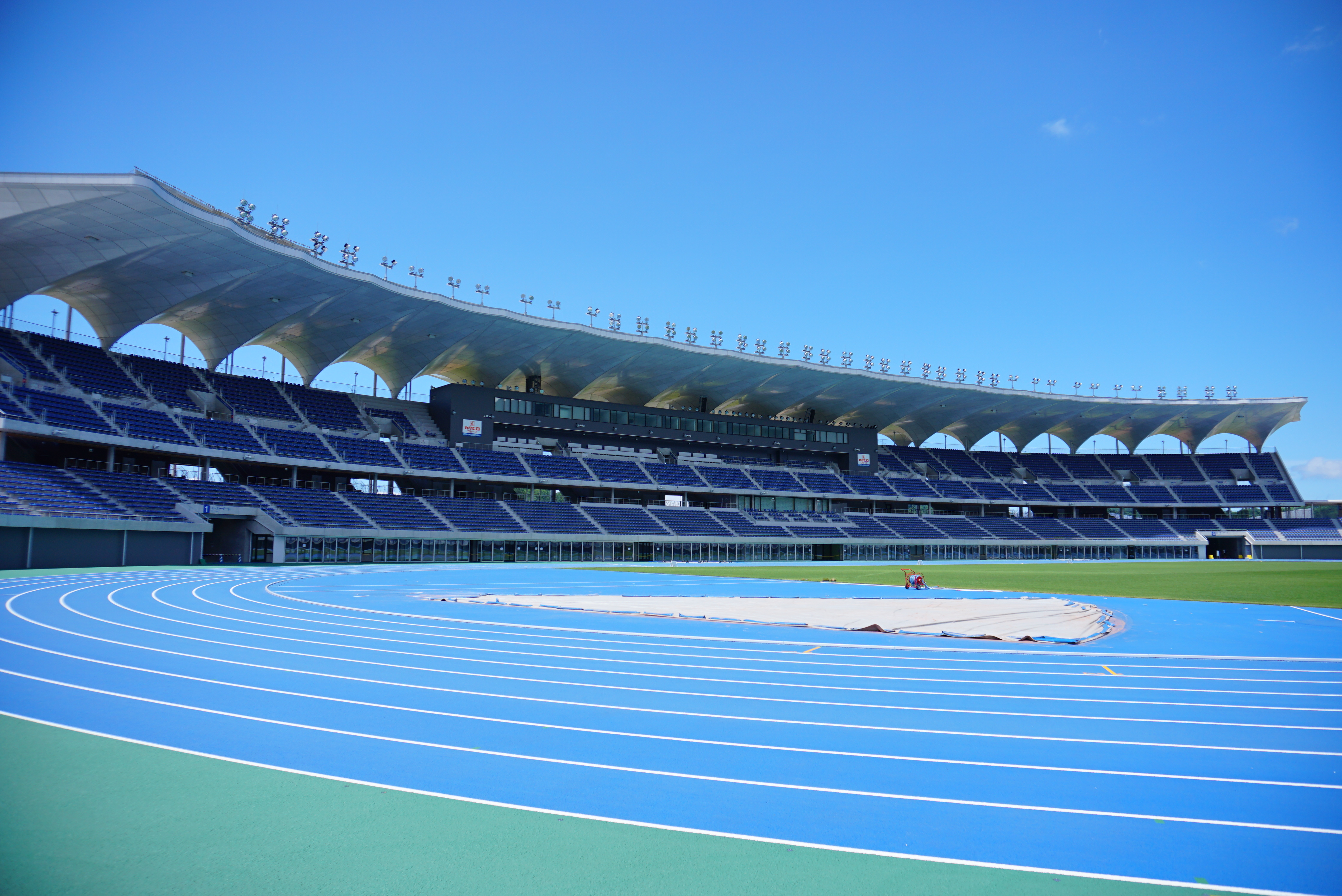
新青森運動公園陸上競技場
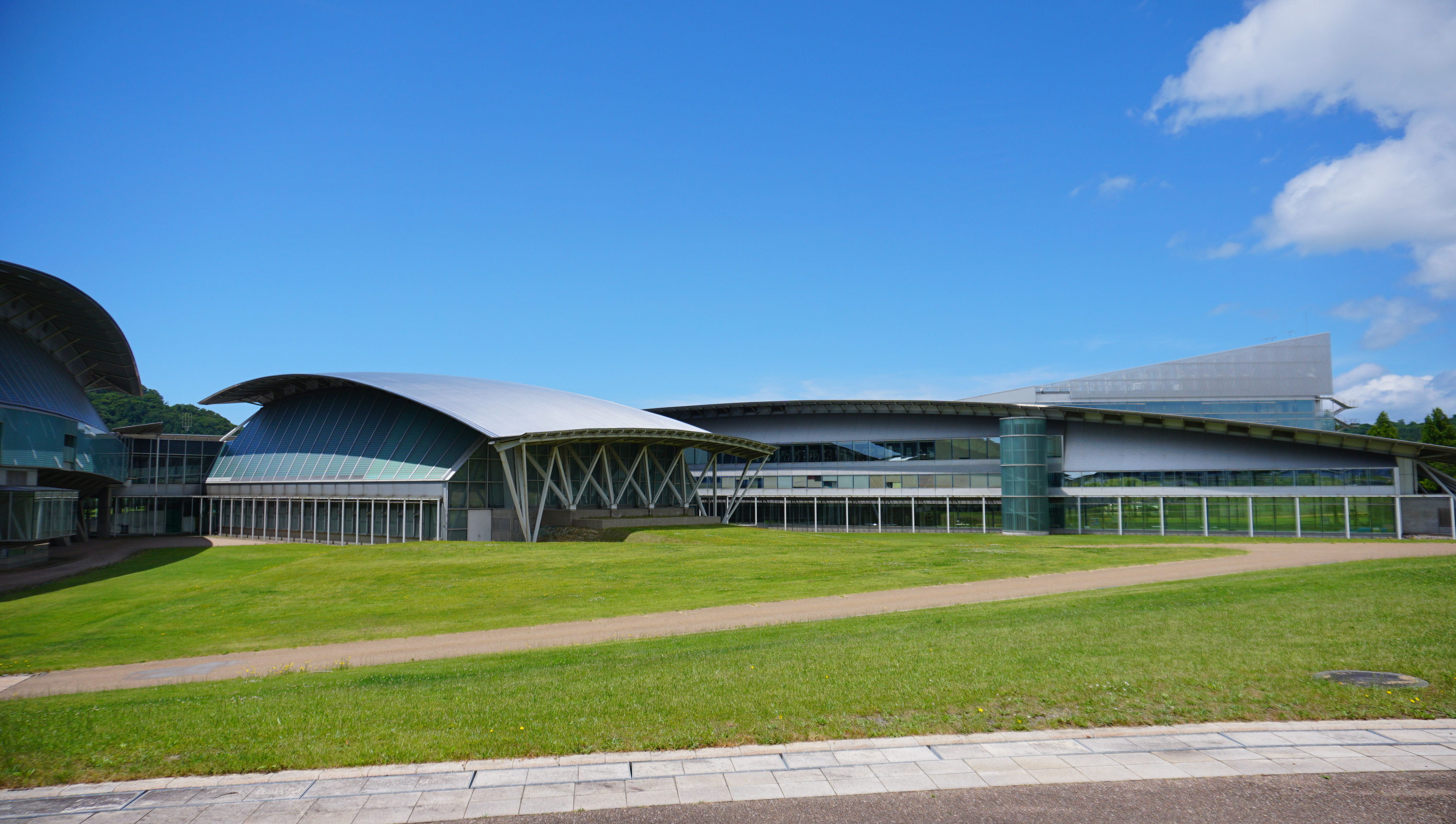
新青森県総合運動公園 青い森アリーナ
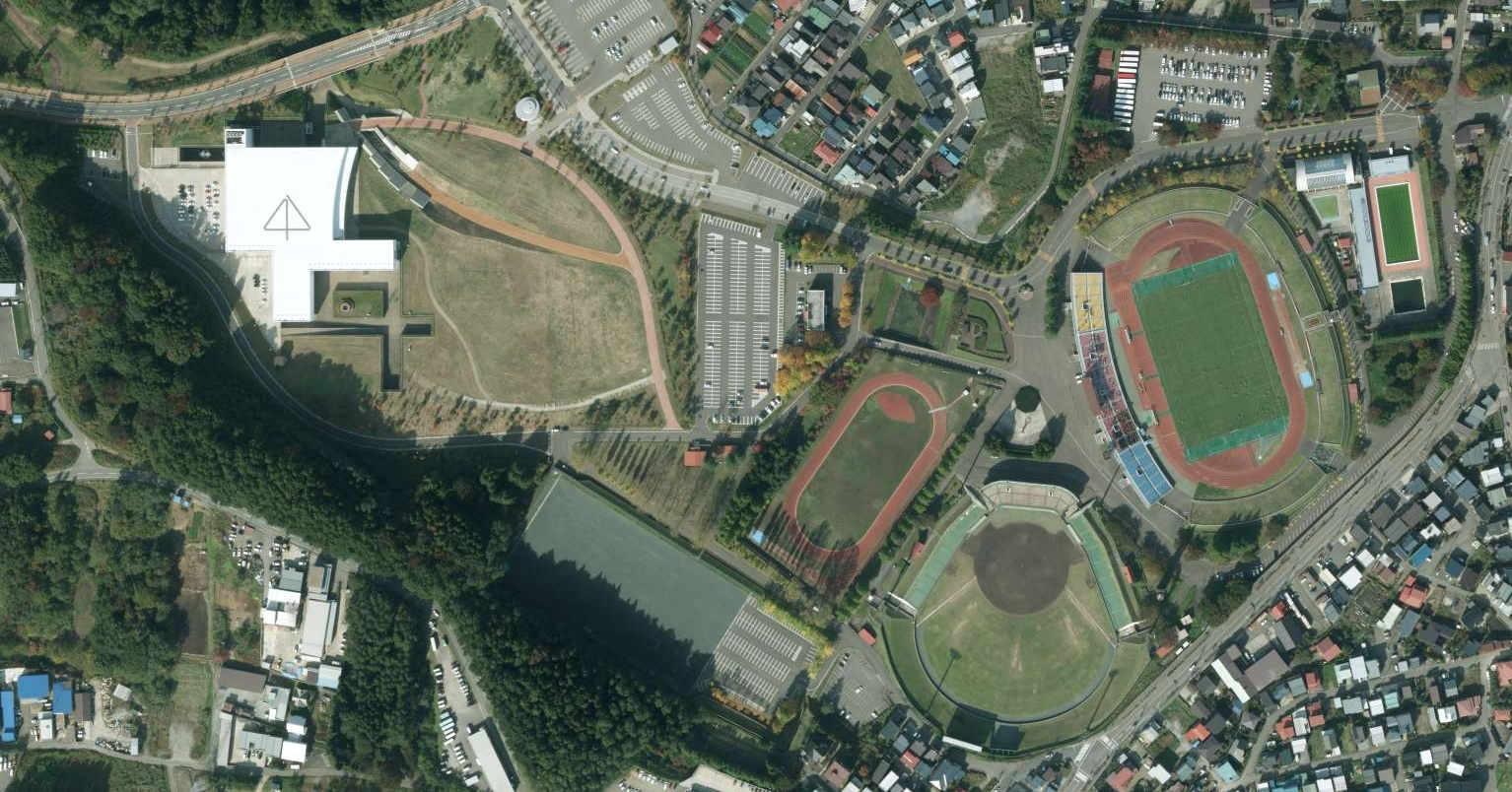
青森県総合運動公園
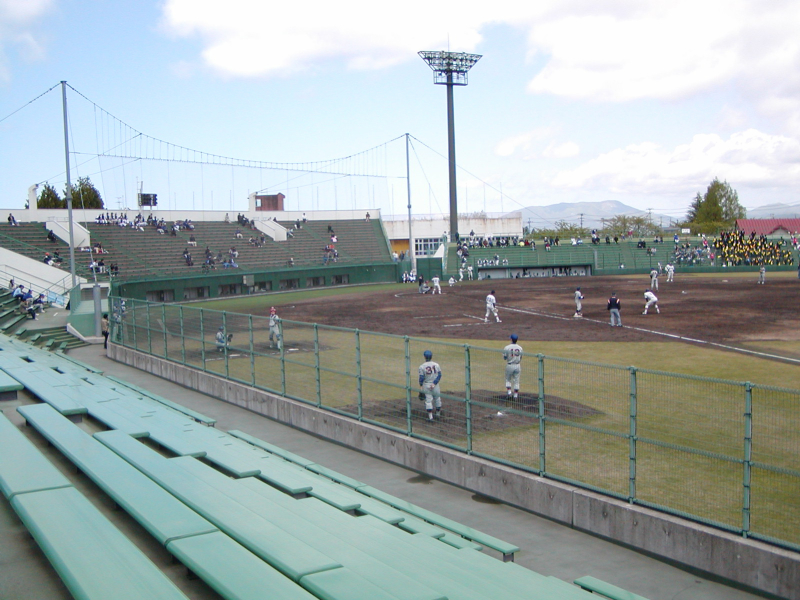
青森県営野球場
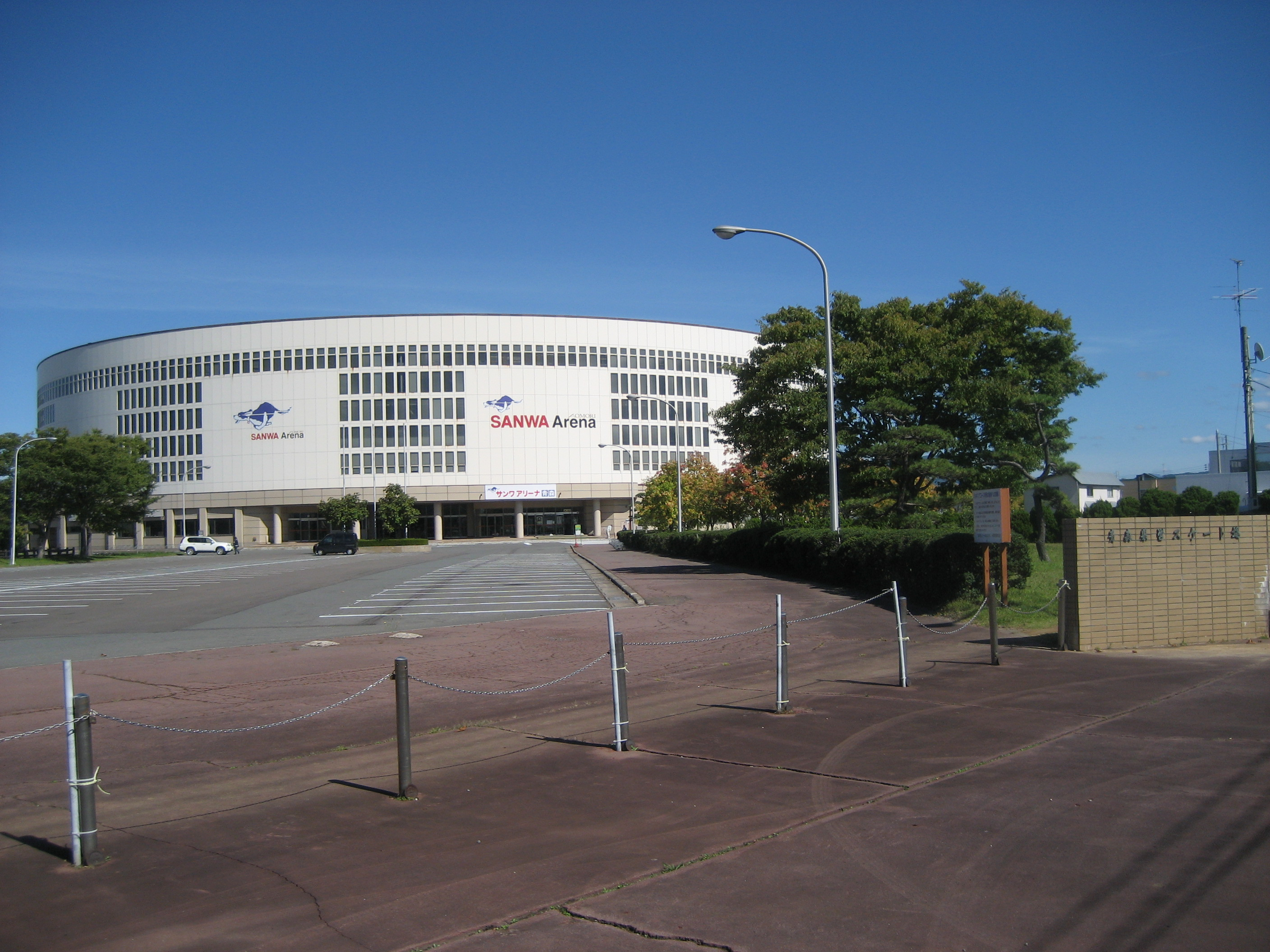
青森県営スケート場
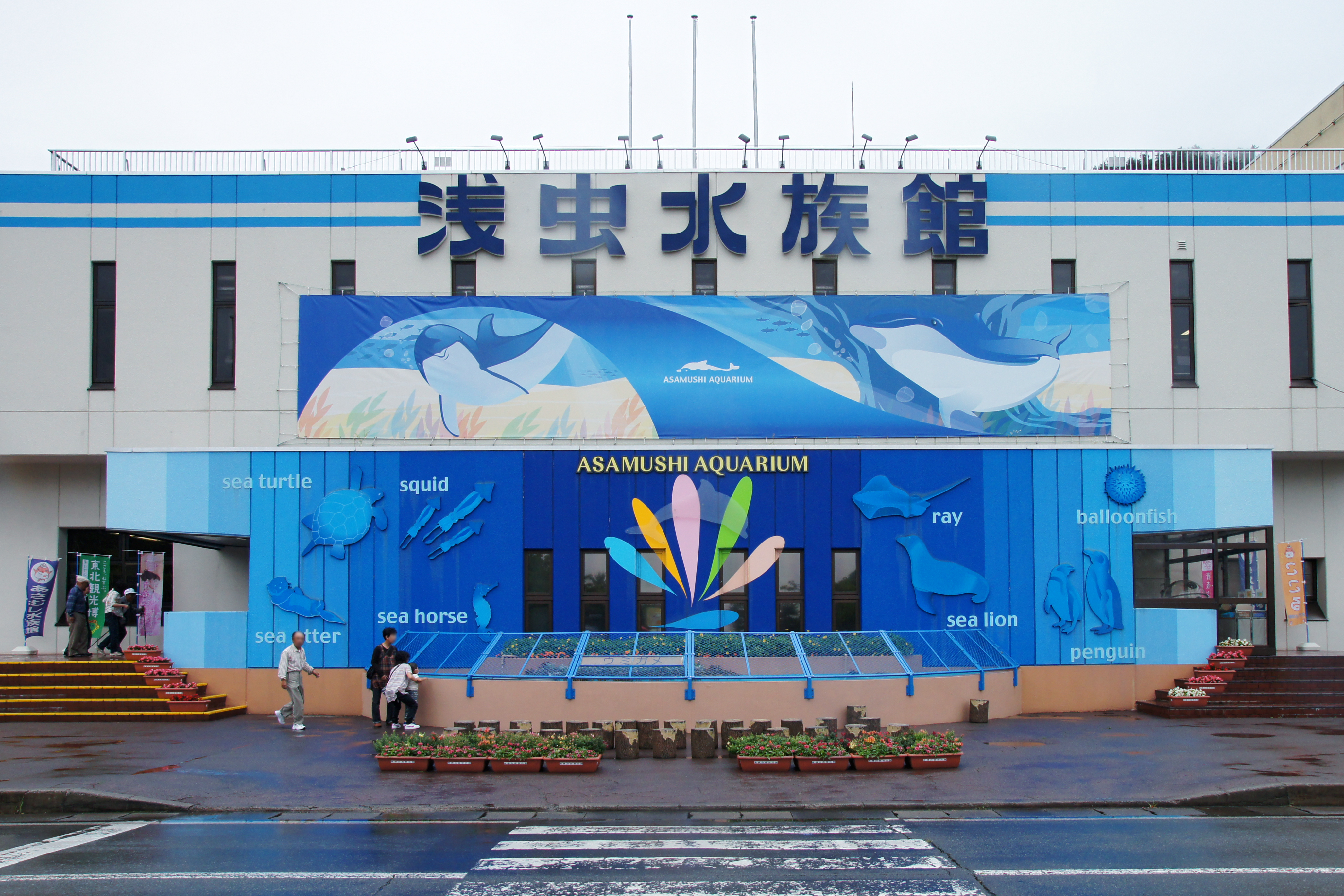
青森県営浅虫水族館
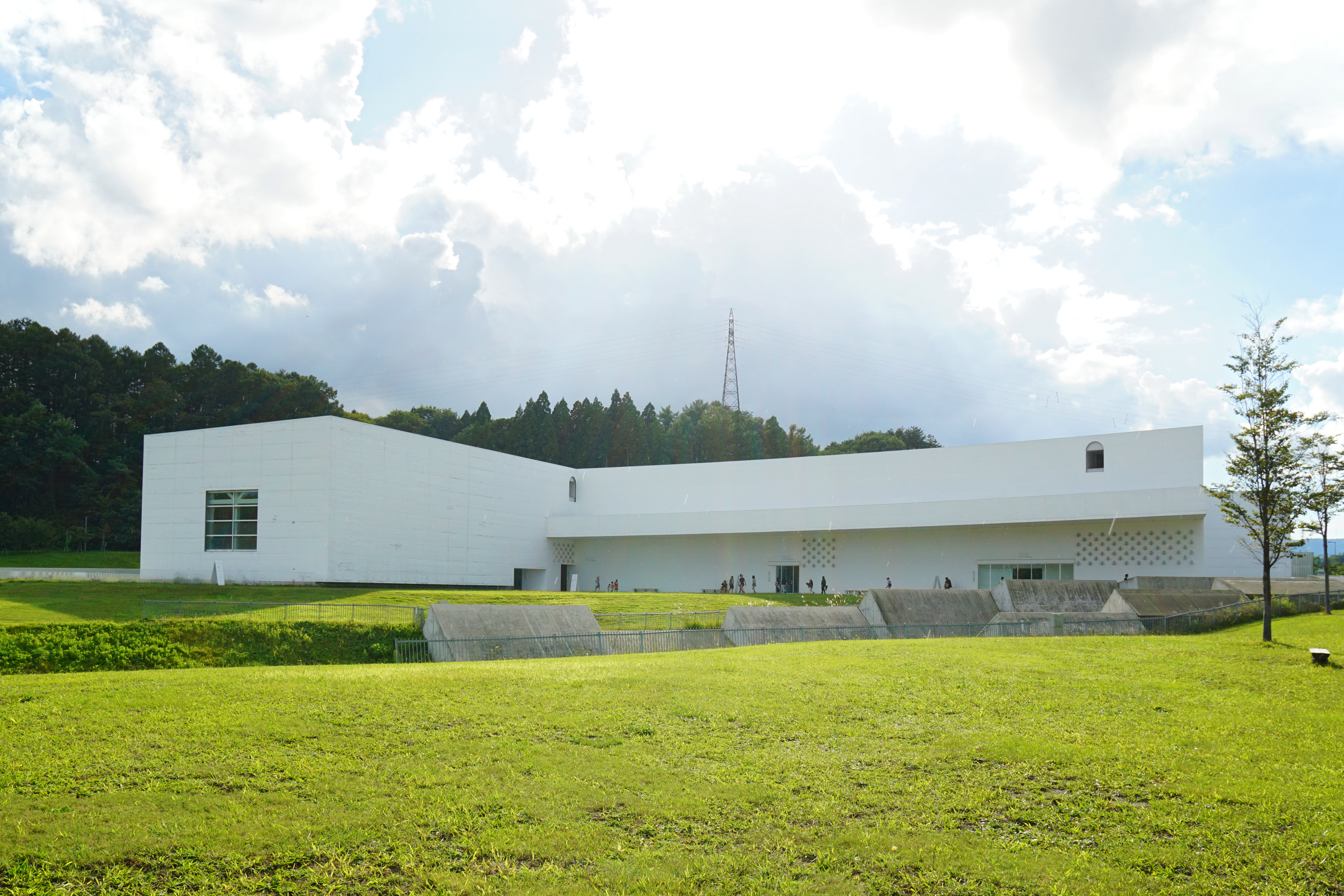
青森県立美術館
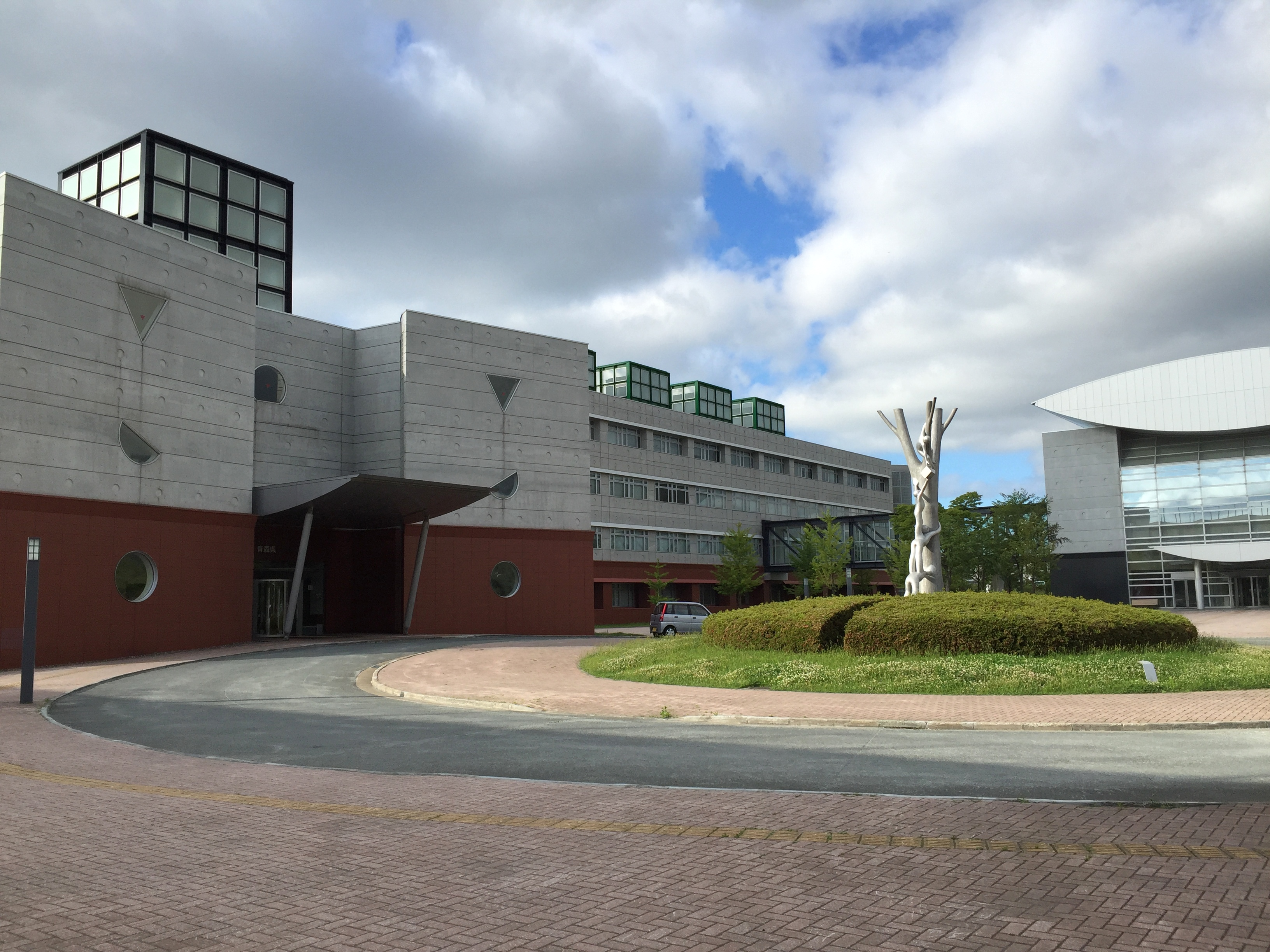
青森県立保健大学
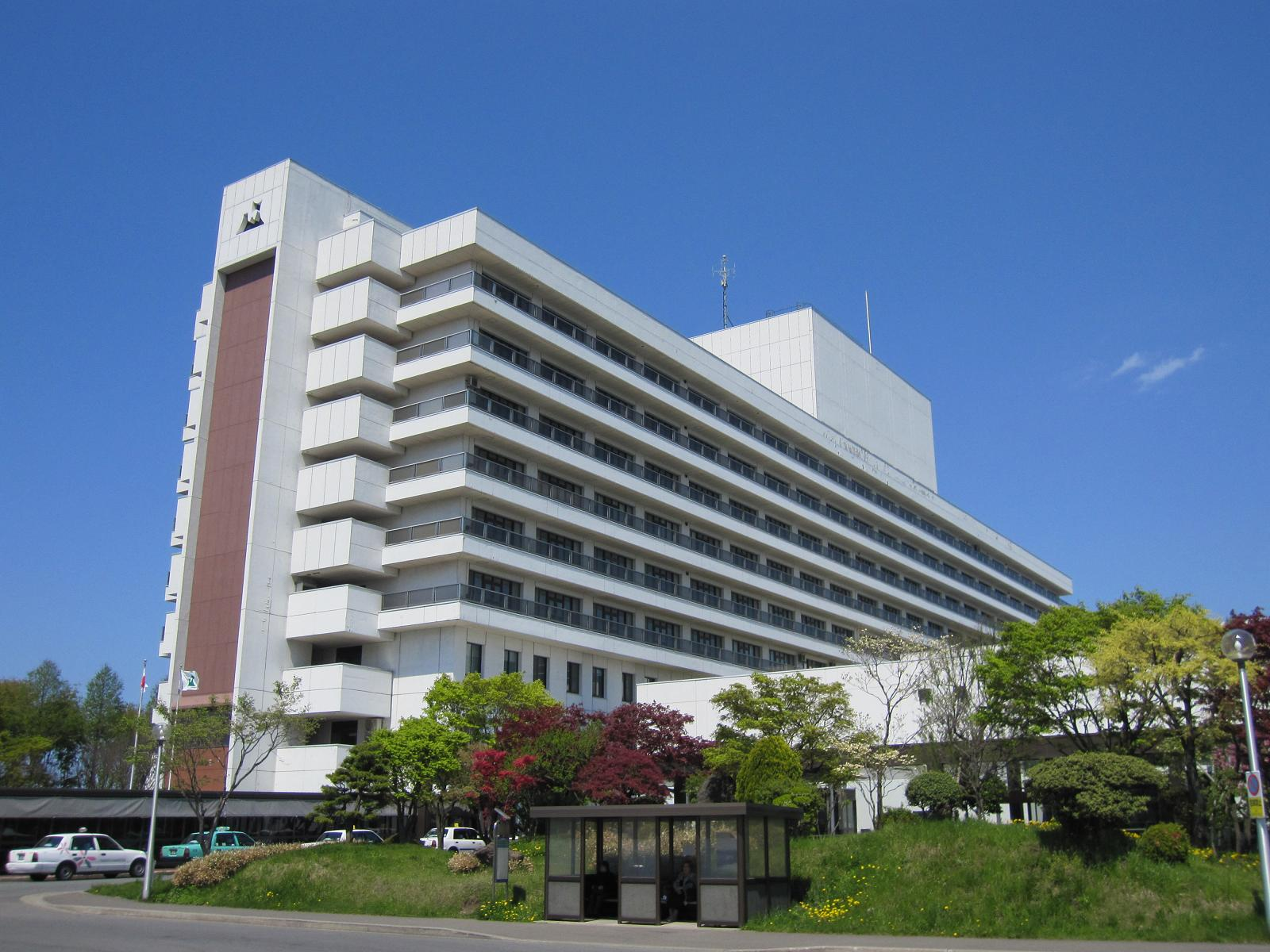
青森県立病院
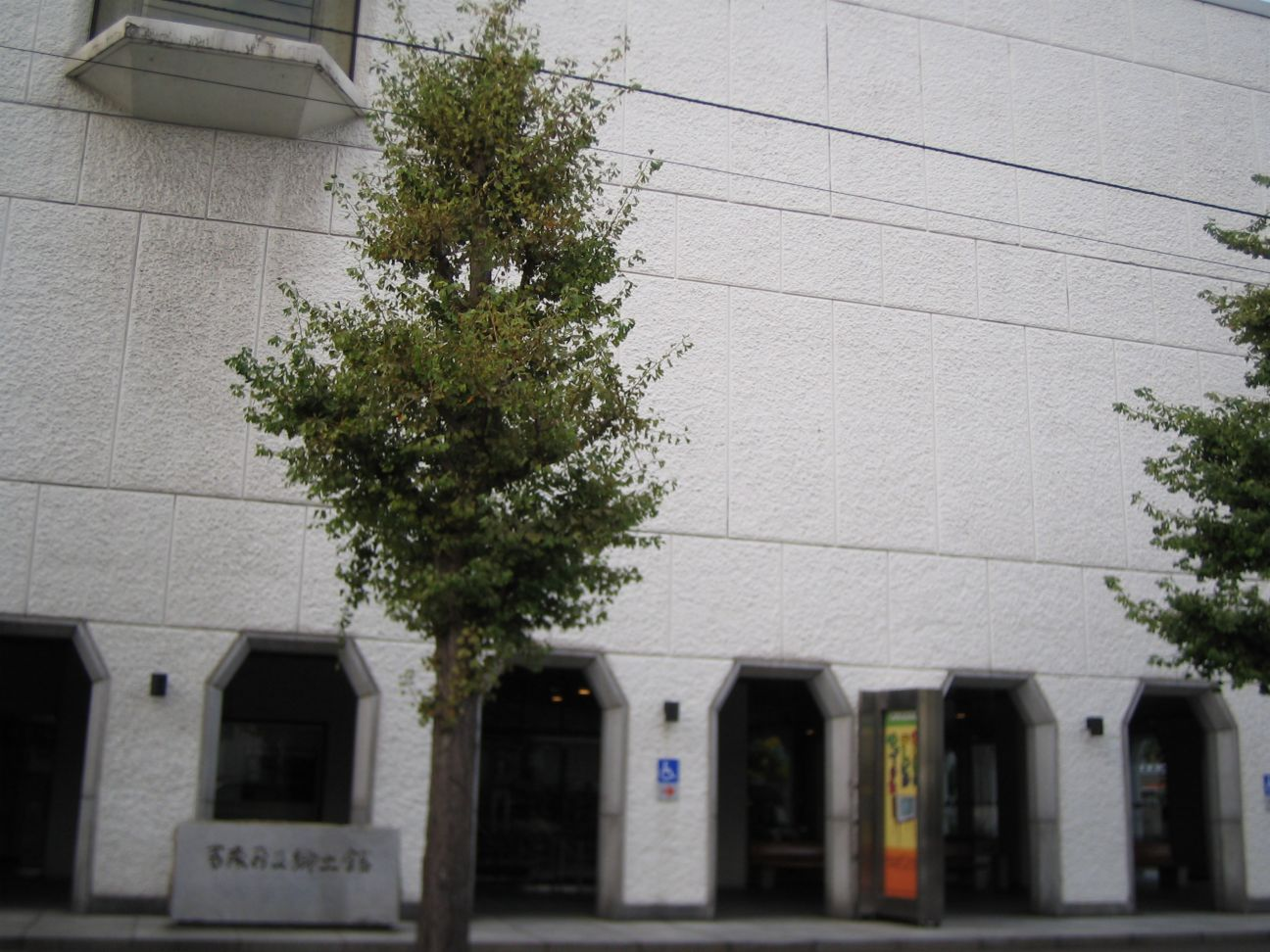
青森県郷土館
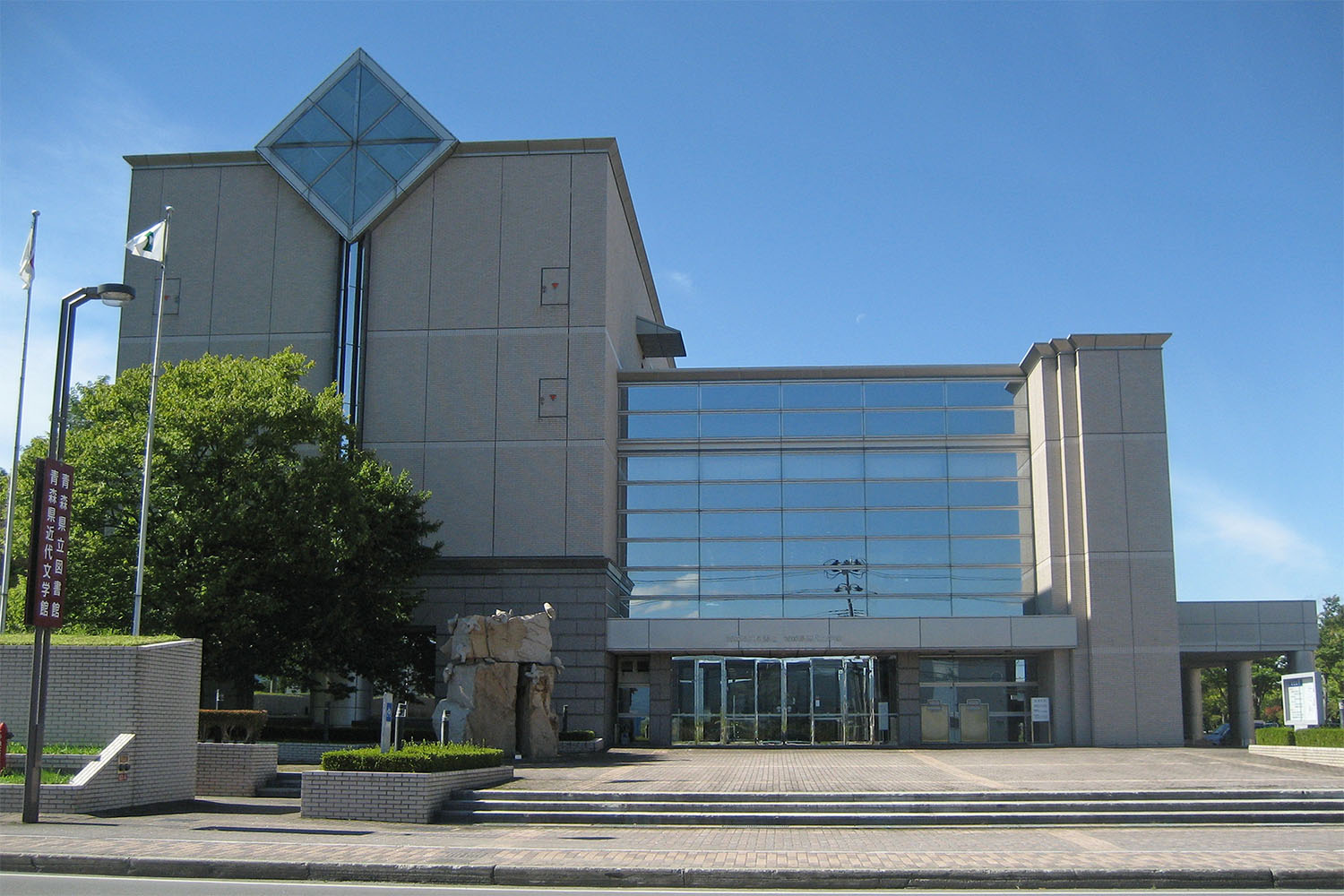
青森県立図書館

### 青森市以外

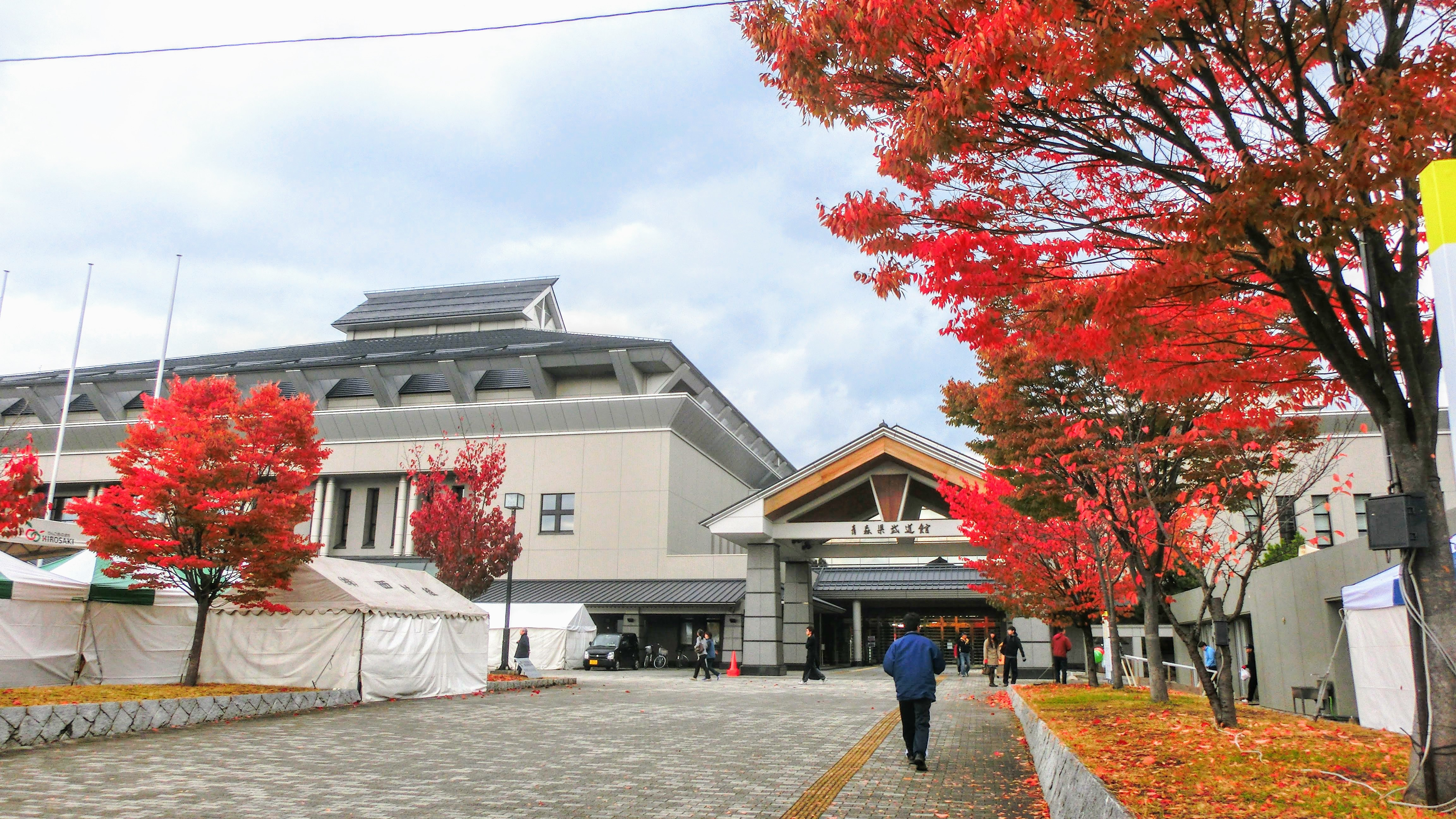
青森県武道館（弘前市）
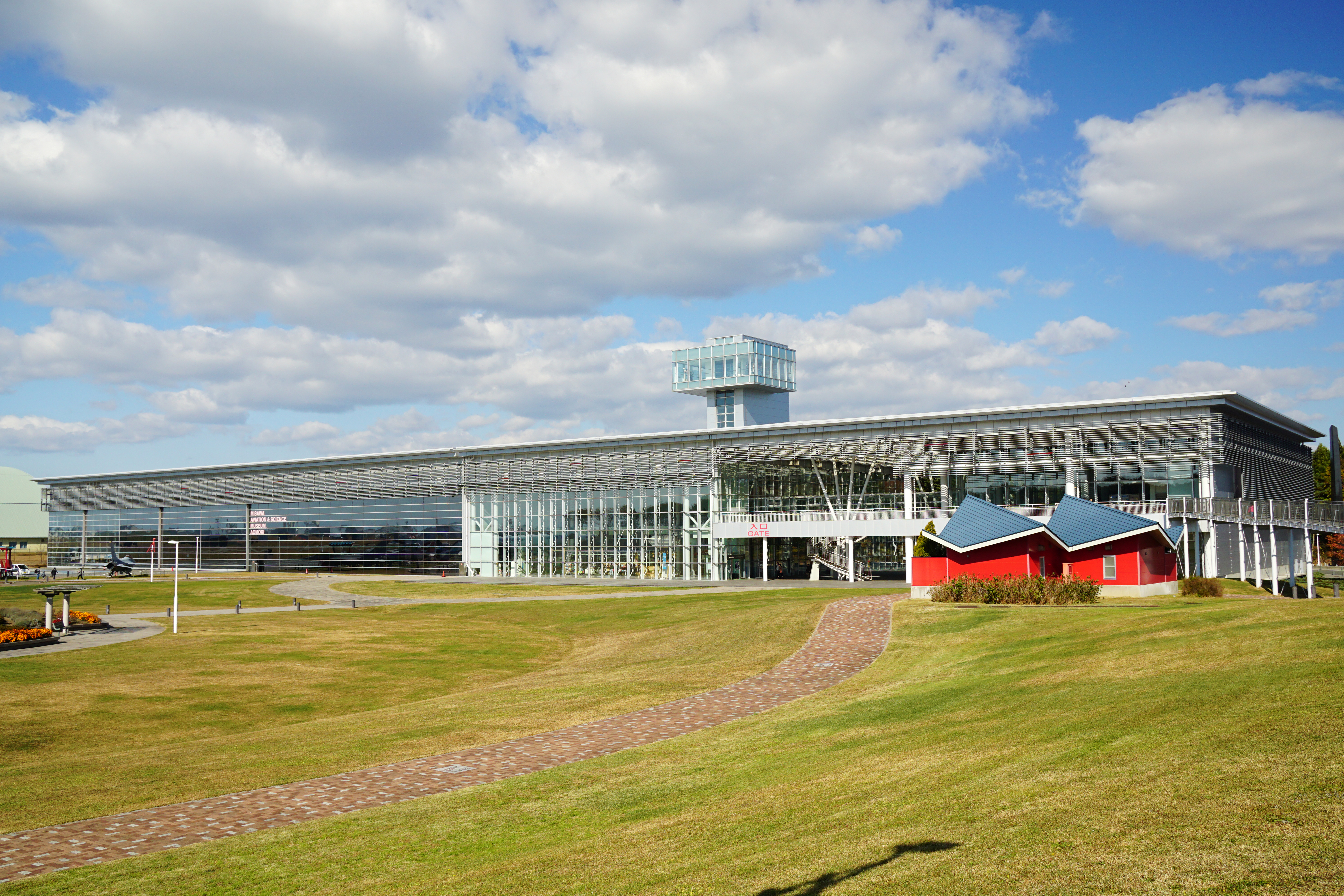
青森県立三沢航空科学館（三沢市）

## 県立施設

### 青森市

#### 文化施設
- 青森県立図書館（1928年開館）
- 青森県立郷土館（1973年開館）
- 県営浅虫水族館（1983年開館）
- 観光物産館アスパム（1986年開館）
- 青森県近代文学館（1994年開館）
- 三内丸山遺跡（1995年公開）
- 青森県立美術館（2006年開館）
- 三内丸山遺跡センター（2019年開館）
- あおもり縄文ステーション じょもじょも（2024年開館）

#### 病院
- 青森県立中央病院（1952年開院）
- 青森県立つくしが丘病院（1976年開院）

#### 大学
- 青森県立保健大学（1999年開校）

#### 福祉施設
- 青森県立身体障がい者福祉センター（1973年開設）
- 青森県立県民福祉プラザ（1997年竣工）
- 青森県男女共同参画センター（2001年開設）
- 青森県立動物愛護センター（2006年開設）

#### 自然公園附属施設
- 青森県立自然ふれあいセンター（1992年開設）

#### 社会教育施設
- 青森県総合社会教育センター（1989年開館）

#### スポーツ施設
- 青森県営スケート場（1985年竣工）
- 青森県総合運動公園（1966年開設）
  - 陸上競技場（1966年竣工）
    - 青森県営野球場（1967年竣工）

  - 棒高跳び走路新設（2006年竣工）
  - 陸上補助競技場（2006年竣工）
  - 廃止された施設
    - 補助陸上競技場（1966年竣工）
    - 50mプール（1966年竣工）
    - 徒渉プール（1966年竣工）
    - 屋内プール（1976年竣工）
    - 県民体育館（1976年竣工）
    - 庭球場（1977年竣工）
    - 蹴球場（1978年竣工）
    - 相撲場、遊戯広場（1979年竣工）
    - 弓道場、洋弓場（1989年竣工）

  - 新青森県総合運動公園（2002年開設）
    - 総合体育館・青い森アリーナ（2002年竣工）
    - テニスコート24面（2003年竣工）
    - スポーツ科学センター一般供用開始（2003年竣工）
    - かべうちテニス（2004年竣工）
    - さくら広場、流れ工、多目的広場等園地部分竣工（2009年竣工）
    - 球技場（2011年竣工）
      - 多目的運動場（サッカー、ラグビー等の試合可能天然芝フィールド）

    - 陸上競技場メインスタジアム（2018年竣工）
      - 収容人員20,809人
      - 走路用トラック9レーン（1周400m・直線140m、全天候型ブルーレーン　）

    - 補助陸上競技場（2018年竣工）
      - 固定席320席（2階）
      - 走路用トラック8レーン（全天候型400m、ブルーレーン）

    - 複合遊具やふわふわドーム・健康遊具（竣工年不明）
    - ジョギングコース一周2.5km（竣工年不明）
    - 投てき・アーチェリー場（2018年竣工）
    - 屋内25mプール（竣工年不明）
    - マエダアリーナ50mプール（2023年竣工）
      - 可動床による水深変更が可能

### 弘前市

#### スポーツ施設
- 青森県武道館（2000年竣工）

### 五所川原市

#### 社会教育施設
- 青森県立梵珠少年自然の家（1971年開館）

### 西目屋村

#### 自然公園附属施設
- 青森県立白神山地ビジターセンター（1998年開設）

### 深浦町

#### 自然公園附属施設
- 十二湖ビジターセンター
- 十二湖エコ・ミュージアムセンター
  - 県管理から深浦町に譲渡済み[10]

### 平内町

#### 文化施設
- 森林学習展示館

### 三沢市

#### 文化施設
- 青森県立三沢航空科学館（2003年開館）

### 八戸市

#### 社会教育施設
- 青森県立種差少年自然の家（1975年開館）

## 建設凍結施設
- 青森県立八戸芸術パーク（仮称）（八戸市）
  - 旧八戸市民病院跡地、現長者まつりんぐ広場に建設する構想
- 青森県営八戸スケートリンク（仮称）（八戸市）
  - 県営スケートは実現せず、市営スケート場として長根屋内スケート場(YSアリーナ八戸)が2019年竣工[11]。

## 青森県と八戸市の県立施設をめぐる攻防

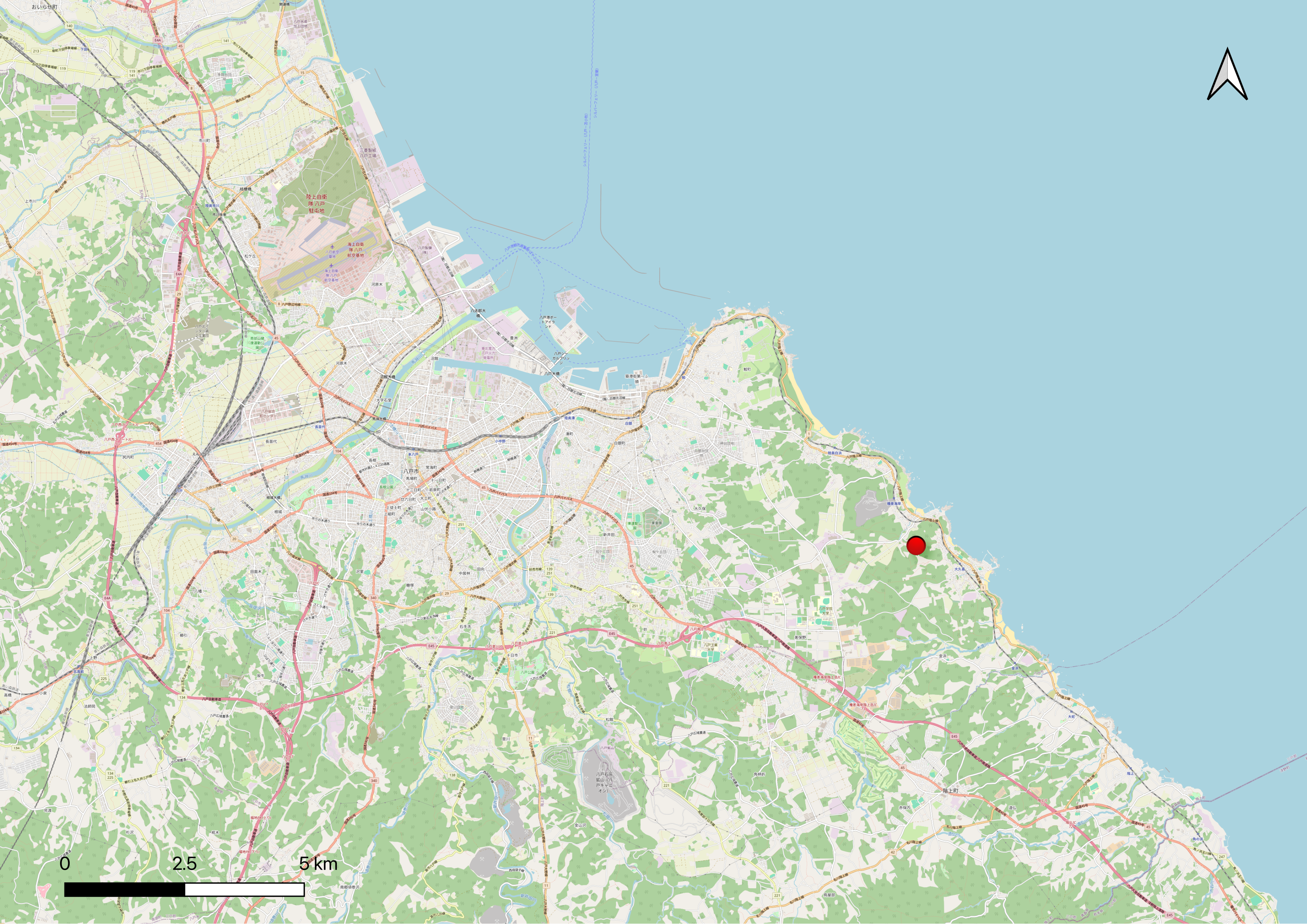
八戸市の青森県立施設「種差少年自然の家」（社会教育施設）

八戸市は県人口第二の新産業都市でありながら、1975年の青森県立種差少年自然の家の開設を最後に、県立のスポーツ、文化、医療、福祉に関する施設建設の要望を県に拒否され続けてきた。既設の少年自然の家は、子ども対象にした「引率者の指導のもとに集団宿泊訓練、自然体験活動、生活指導、学習合宿、クラブ活動合宿、研修等をする」教育団体利用のための施設であり、一般市民が個人で利用できる県立施設ではない。かねてから八戸市は、県に対して「県立八戸文化ホール」後の「県立八戸芸術パーク」、「県営八戸屋内スケートリンク」、「県立がんセンターの要望を早いものでは1992年度からし続けていた。また、1995年の青森県議会において、県有施設がない八戸市に県立文化ホール、国際試合対応する県立屋内スケートリンクの建設要望がなされたが、県は検討するに留まり、1999年、県立八戸屋内スケートリンクについて県は「実現は困難」と八戸市の要望を却下した。
2001年に、青森県は青森市、八戸市に新しい芸術拠点を建設する計画を立て、具体的な県立八戸芸術パーク整備の検討がなされた。しかし、2006年に県立美術館が青森市に作られるも、八戸市には整備されなかった。
県は1990年代、青森市の県営野球場を建設途中に三内丸山遺跡が発見され、資料館を作って整備を行ったほか、「青森県立県民福祉プラザ」「青森県男女共同参画センター」「青森県立保健大学」「新青森県総合運動公園」「県立総合体育館・青い森アリーナ」「青森県立美術館」「青森県立動物愛護センター」を建設し、弘前市の「青森県武道館」、三沢市の「青森県立三沢航空科学館」などの大型県立施設を開館させた。
しかし、青森県は財政危機に陥り、2003年から5年に渡り県の職員給与2〜20%削減や大規模公共施設の着工凍結を実施した。
2007年、県の財政危機が回避されたことをうけ、八戸市とその周辺地域の地方議員らは、再び県立八戸芸術パークと県立屋内スケート場を県に要望した。しかし、県は八戸市への県立施設を容認せず、翌年に新聞に「八戸市と三戸郡内に文化やスポーツ関連の県立施設が一つもない問題」が報じられた。
2014年、八戸市は県に「県立がんセンター」の整備を求めたが、またも却下された。県に要望した県立八戸スケート場は実現せず、2019年に八戸市に市営の屋内スケートリンクが開館した。国と県が建設費62億円づつを負担し、八戸市が年約3億円の維持費を負担している。
2022年、県立施設を県から却下され続けた八戸市はついに1992年から30年間にわたり要望した「県立八戸芸術パーク」、2014年から要望した「県立がんセンター」要望を取り下げると決定した。2024年現在、八戸市と三戸郡に県立スポーツ施設、県立文化施設、県立病院の立地はない。
一方、青森県は青森市に、2018年に新青森県総合運動公園内に、新陸上競技場、補助陸上競技場と周辺施設を200億円で完成させた。2024年に屋内型50mプールを192億円で建設、既設の屋内25ｍプールの横に完成し記念とし子どもらに無料開放した。
今後、県は青森市の新県総合運動公園内に、新たな新県営野球場の建設計画や、青森県立病院と青森市民病院を統合させた、新病院の建設を予定している。

## 県議会における立地改善要望の歴史
青森県議会では県立施設が著しく青森市に偏っていることを問題視し、度重なる改善を要望している。

### 1986年 - 2000年
1986年の県議会では、県議から「青森市を県都として力を注ぐのは結構でございますが、八戸には新産都市として発展するように、弘前には観光文化都市として文化の香りが漂うように、少なくとも旧三市にそれぞれふさわしい県立の施設が必要なのではないでしょうか」と分散立地への要望がなされた。
1988年の県議会では、青森市以外に県立病院がない中で、県議から「岩手県においては市あるいは郡単位で県立病院があります。私は、県都以外の市町村にも県立病院を設置せよとは申しませんが、せめて各自治体病院に温かい手を差し伸べるべきである」と、県全体の均衡な医療予算の負担要望がなされた。
1991年の県議会では、青森市以外に県立病院がない中で、県議から「（青森市の）県立つくしが丘病院にある痴呆性老人専門病棟に相当するものを旧三市である弘前、八戸に設置できないか」と県立病院設置の要望がなされた。
1992年の県議会では、県議から「旧三市を比較すると、北村知事、あなたのお住まいになっておられる青森市は、県庁所在地であるがゆえに、高度な医療を確保している県立中央病院を初め、青森県立水族館、県立図書館、県営産業技術開発センター、県立郷土館、県立社会教育センター、県立の総合運動場、県立の体育館、県立スケート場等々行政面におけるあらゆる県立施設が集積いたしております。」と、不均衡な県有施設立地について発言があった。
1995年の県議会では、県有施設がない八戸市に県立文化ホール、国際試合対応の県立屋内スケートリンクの建設要望があった。
1997年の県議会では、八戸市の県議が「私どもは八戸に何としても県立の何かが欲しいんですわ。（中略）旧三市の中で県立のものがないのは八戸だけですよ。（中略）いや、高等学校があると隣で言ってるけどもね、高校の建物とか体育館の問題じゃないんですよ。私たちは、みんな仲よくしながら、八戸の選挙区で八人とれてきてるんです。五十一人中の八人みんなでこれはしゃべってるわけです。ところが何十年たっても何にもできない（後略）」と、県に対する強い要望を行った。
同年3月、八戸市の県議が県立施設について「本県には、青森、弘前、八戸、三沢、十和田、むつ、黒石、五所川原、この八つの市があって、県立を必要とする地域は──青森市以外の市でも県立が欲しいんです。体育施設ばっかりではないんです。（中略）文化的な面、そしてそういう総合的なものを各地域に網羅していかなきゃならぬのが県政課題だと思うんです。」と強く県立施設設置の要望を行った。
同年6月「県立八戸芸術パークの早期実現が望まれるところでありますが、この芸術パークに整備される仮称「県立八戸文化音楽ホール」の建設に向けた今後の県の取り組みについてお伺いをいたします。（中略）これまでの県立スポーツ施設、あらゆる県立施設の整備状況を見てみますと、全県的な位置づけから県立の施設は青森市にその多くが建設されている（中略）仮称「県立八戸圏域屋内スピードスケートリンク」を建設すべきである」と強い要望を行った。

### 2001年 - 2024年
2001年5月、県建設公営企業委員会にて、八戸市への県立水族館の分園設置の要望がなされた。
2001年9月、県建設公営企業委員会にて、「（八戸市中心街地区に）できれば県立の駐車場をその消費地というよりも商店街が連帯している近くに、地下なり何なりの駐車場のスペースを確保し（中略）市役所の職員だけではなく企業に勤めている方々についても駐車場がやや不足している（中略）県営駐車場事業の推進、推進というよりその事業をやって良いかどうかという検討をしていただきたい。」と要望がなされた。

2002年1月、県議会にて、八戸地域に現在県立施設がない中で、地域総合整備事業債の廃止の影響で県立八戸芸術パーク整備の白紙撤回しないよう要望がなされた。
2003年3月、県議会にて県議から「知事公約で十回にも及ぶ陳情をした。東北地方の類似都市で県立の施設がないのは八戸市だけになり、肩身の狭い思いをしている。弘前の武道館、青森には県庁北棟を初めいろいろな施設がある。税の面で県政に貢献していると自負しているが、いつまで陳情すればよいのか」と、県の対応について質問があった。
2003年9月、県議会にて県議から「県立施設の地域バランス、公平公正等についてはどのように考えているのか。」と、県有施設立地の格差是正について質問があった。続けて「県内の県立施設の設置状況、配置状況を見ますと、三八（地域）はないんですよ。総合運動公園から、芸術パークから、屋内スケートリンク、要望したのは一つも実現していません。負担ばかりですよ。それから日赤の建てかえ。これだって、県が十七億円しか出さないときに八戸が十三億円も出させられている。財政規模からいったら十分の一でいいはずです」と、度重なる要望にもかかわらず県の県南地域の冷遇する態度について正した。
2004年3月、県議会にて県議から「旧八戸市民病院跡地に専門の音楽ホールと美術館を併設した文化館建設を掲げ（中略）三村県政は早々と、五つの大型プロジェクトを五年間凍結すると県財政再生プランを宣言（中略）。何にもないのが我が選挙区であります。三市のバランスをとって、ぜひ八戸市にも文化的な施設をつくってほしいと二十四万市民は待望いたしております。」と、緊縮財政の中で適正な県施設立地を要望した。

2006年10月、県議会にて八戸選出の県議から八戸市議会で県立施設立地に対する県への不満が上がっていると述べた上で「県立施設を造ってほしいという切実な気持ちがある」と議会で質問し、三村知事は回答しなかったと報道された。
2007年3月、県総務規格委員会にて県議から「新聞報道によりますと、八戸市長が県立施設建設の検討が少なからずも進展するとの強い期待感を示しているようであります。そこで質問ですが、この事業を担当する立場の部長として、八戸市長のこの強い期待に対して、部長はどのような所見を持っているのか（中略）県立施設はまさに八戸、三八地域の長年の願いであります。 」と、長年の陳情、要望に対する県総務部長への考えを問うた。
。